# 横尾広光
横尾 広光（よこお ひろみつ、 1943年10月4日 - 2013年10月30日）は、日本の天文学者、科学史・宇宙文明論研究家。兄は同じく天文学者で大阪教育大学名誉教授の横尾武夫。

## 経歴
大阪府池田市出身。大阪府立池田高等学校を経て、1967年に大阪大学理学部物理学科を卒業、東京大学大学院理学系研究科天文学専門課程修士課程に入学し修了、理学修士の学位を取得。1974年から杏林大学医学部物理学教室に勤務。70年代から天体物理学の歴史と地球外文明・SETIに興味を抱いて、研究会・学会で斬新なアイデアと研究を活発に発表した。大腸菌に感染するウイルスの遺伝子に異星人からのメッセージが隠されている可能性を論じた論文は、賛否両論の末に国際学術誌Icarusに掲載された。この論文をカール・セーガンは大いに気に入り、ニューヨークタイムズにも紹介されたという 。その後、地球外文明の研究史を『地球外文明の思想史』と題した本にまとめた。
パーシヴァル・ローウェルは火星の研究で知られ、能登を訪れて日本人論に関する本も著したが、横尾はこのローウェルを顕彰する「日本ローエル協会」の発足にも貢献した。
また、天体衝突の先駆的な模擬実験を1920年代から行った鈴木清太郎の忘れられた業績を発掘したのも横尾である。2013年10月30日死去。

## 著書・翻訳書
- 清水幹夫編（1979）：『惑星探査と生命』（共著）、恒星社。
- J. シュワルツ 著、横尾広光訳（1980）： 『地球の学校 : 地球儀であそぼう』、東京図書。
- P. マーディン・L. マーディン著、 杉本大一郎・横尾広光訳（1981）：『新しい天文学: 超新星が開いた宇宙像』(岩波現代選書)、岩波書店。
- 横尾広光（1991）：『地球外文明の思想史: 多数世界論か唯一世界論か』、恒星社厚生閣。